# Xã Apple Creek, Quận Burleigh, Bắc Dakota
Xã Apple Creek (tiếng Anh: Apple Creek Township) là một xã thuộc quận Burleigh, tiểu bang Bắc Dakota, Hoa Kỳ. Năm 2010, dân số của xã này là 2.652 người.